# Antonio Cabán Vale
Antonio Cabán Vale, alias ''El Topo'' (Moca, Puerto Rico; 22 de noviembre de 1942-San Juan, Puerto Rico; 23 de julio de 2024),

## Biografía
Nació el 22 de noviembre de 1942, en el pequeño pueblo de Moca, al oeste de Puerto Rico. Se graduó de bachillerato en 1966 y comenzó a ejercer el magisterio en la educación pública.
Fue fundador del grupo musical Taoné. En esta agrupación, de especial importancia en el rescate del folclore como forma de identidad nacional, interpretaba sus poemas en forma de canciones y empezó a descollar en el movimiento de la nueva canción de Puerto Rico, al lado de intérpretes como Andrés Jiménez, Noel Hernández y Roy Brown.
Entre sus composiciones se destaca especialmente 'Verde Luz' que terminó convirtiéndose en un himno por la independencia de su país y la Canción de 'Antonia', dedicada a la joven universitaria Antonia Martínez Lagares, martír de las luchas estudiantiles en la isla.
El Topo ha editado más de 20 álbumes de larga duración. También ha escrito dos libros de poesía: Un Lugar Fuera de Tiempo y Penúltima Salida. 
En noviembre de 2016, la Universidad de Puerto Rico en Aguadilla (UPR-Aguadilla), anunció formalmente que nominaría ante el Senado Académico a Cabán Vale, para otorgarle un grado honorífico. El anuncio tuvo lugar en los predios del recinto aguadillano durante un homenaje al ilustre cantautor mocano como parte de la celebración del cincuentenario de la composición de la canción “Verde Luz”. Fue el 27 de junio de 2018 durante la cuadragésima quinta colación de grados de la UPR-Aguadilla que finalmente se le otorgó la distinción académica de doctorado honoris causa.
Caban Vale había sufrido de un derrame cerebral hace unos años que lo mantenían incapacitado. 
Falleció en la noche del 23 de julio de 2024 a la edad de 81 años en San Juan , Puerto Rico.

## Canciones destacadas
- Flor de Amapola
- Que Bonita Luna
- Donde vas Maria
- Canciones de Amantes
- Verde Luz
- Antonia
- Expresa lo que sientes